# Мошчена
Мошчена (укр. Мощена) насеље је у Ковељском рејону у Волињској области, у Украјини. Основано је 1543. године.

## Становништво
Према попису из 2001. било је 546 становника.
- 51° 15′ 39″ N 24° 36′ 21″ E / 51.26083° С; 24.60583° И